# 지고쿠다니 (노보리베쓰시)

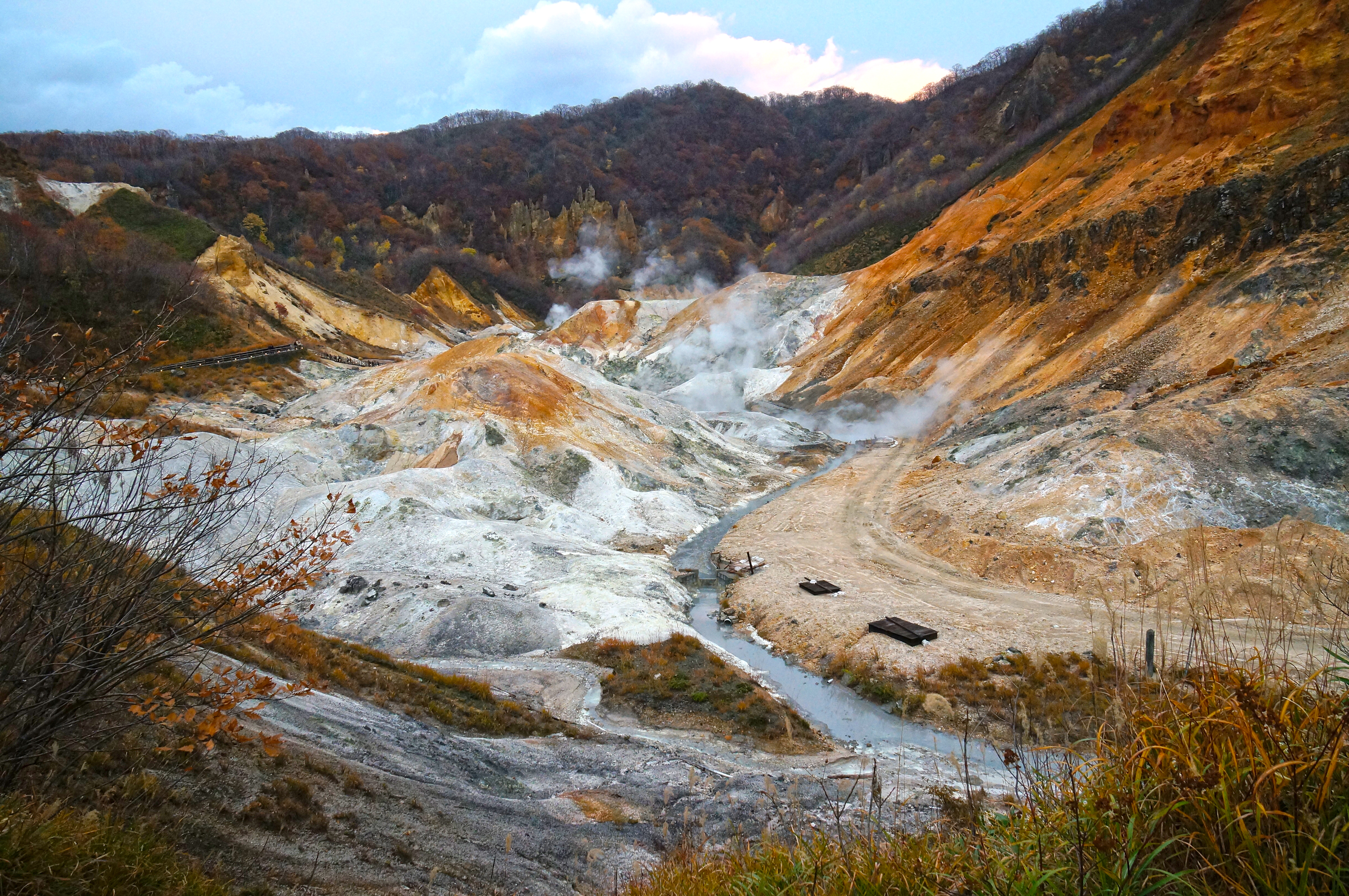
지고쿠다니

지고쿠다니(일본어: 地獄谷, 지옥골)는 일본 홋카이도의 노보리베쓰시에 있는 활화산 분화구로, 그 안에 수많은 유황이 모이고 여러 번 화산 폭발이 일어나 생긴 것으로 추측된다. 유황 냄새가 자욱하며, 주위에 있는 수많은 분화구에서는 증기가 아직도 나온다. 지고쿠다니는 직경 약 450, 면적은 약 11ha이다. 시코쓰토야 국립공원의 특별보호지구로 지정되어 있다.
이곳은 지옥에 가면 이곳과 같을 것이라고 해서 지옥 계곡이란 이름이 붙었다고 한다. 매년 3,000리터의 온천수가 나오는 곳이다. 매년 밤에는 도깨비 축제도 연다. 하코네 산의 오와쿠다니와 같은 온천 계곡이다.

## 사진

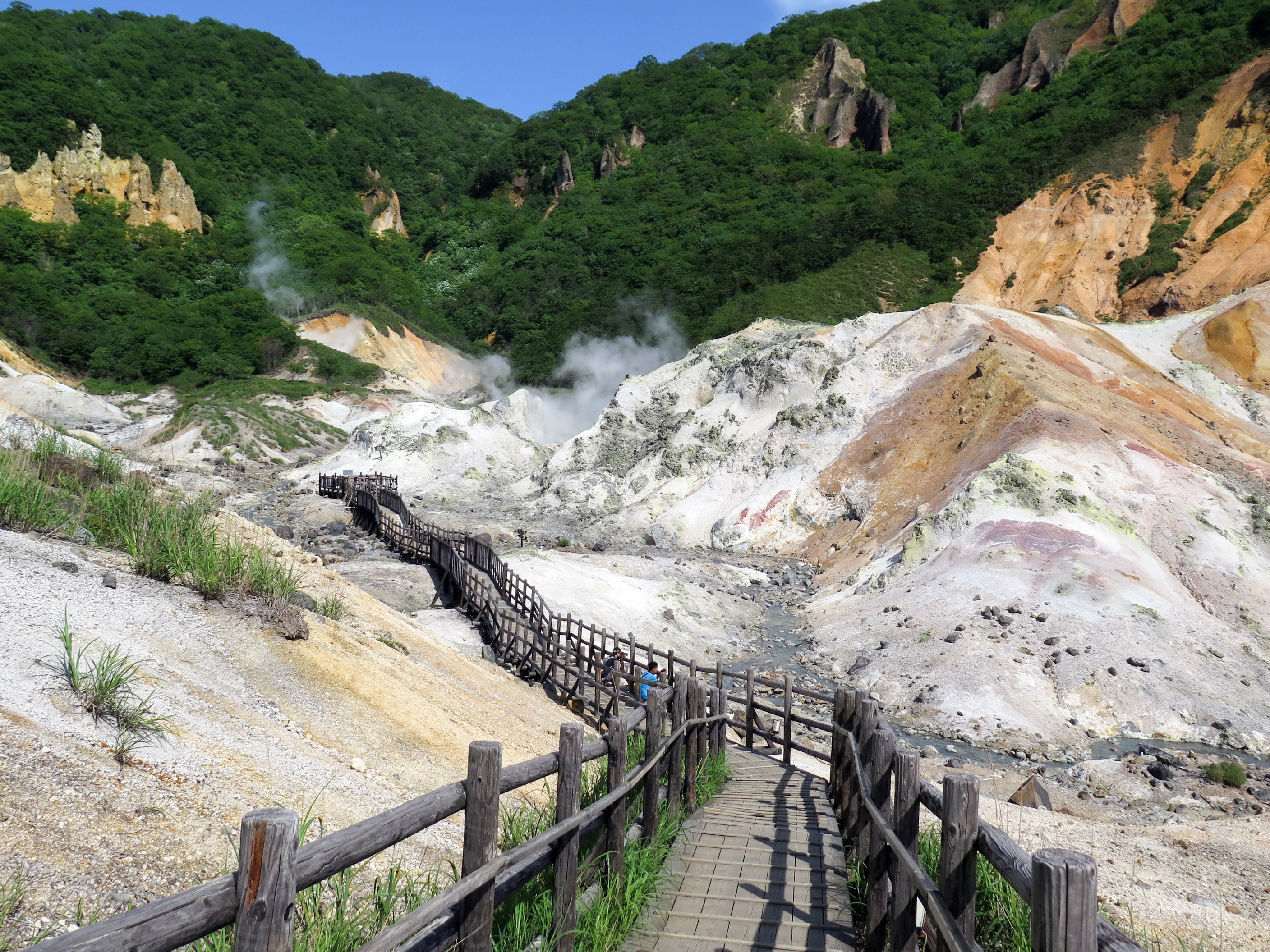
2014년 6월 지고쿠다니
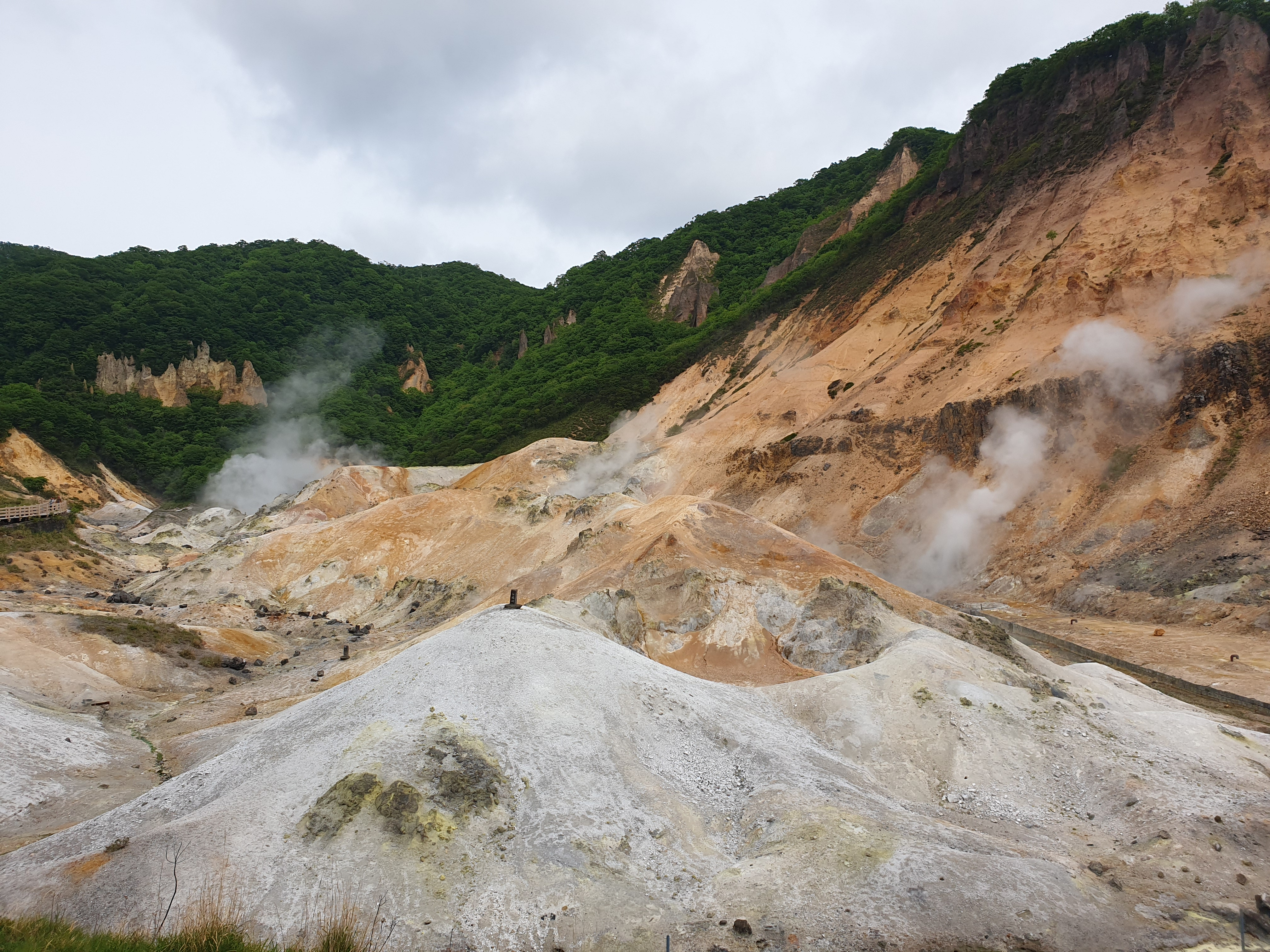
2019년 6월 지고쿠다니